# カルロス・ルイス・サフォン
カルロス・ルイス・サフォン（Carlos Ruiz Zafón、1964年9月25日 - 2020年6月19日）は、スペインの小説家。バルセロナ生まれ、アメリカ合衆国・カリフォルニア州ロサンゼルス在住。文筆業の傍ら、フリーの脚本家としても活動している。

## 経歴
1993年、"El príncipe de la niebla"で第1回エデベ賞（児童文学賞）を受賞しデビュー。
2001年刊行の5作目の長編『風の影』で、フェルナンド・ララ小説準賞（2001年）、リブレテール賞（2002年）、バングアルディア紙読者賞（2002年）の三賞を受賞した。この作品は日本では2006年に刊行され、講談社『IN★POCKET』で毎年選出される「文庫翻訳ミステリー・ベスト10」で第1位となった。
2020年6月19日 大腸癌で死去。55歳没。

## 作品
ジュブナイル小説
- El príncipe de la niebla (1993)
- El palacio de la medianoche (1994)
- Las luces de septiembre (1995)
- Marina (1999)
  - 『マリーナ　バルセロナの亡霊たち』（木村裕美訳、集英社文庫、2024年3月）

《忘れられた本の墓場》四部作
| 邦題           | 原題                          | 刊行年 | 刊行年月   | 訳者     | 出版社     |
| -------------- | ----------------------------- | ------ | ---------- | -------- | ---------- |
| 風の影         | La Sombra del Viento          | 2001年 | 2006年7月  | 木村裕美 | 集英社文庫 |
| 天使のゲーム   | El juego del ángel            | 2008年 | 2012年7月  | 木村裕美 | 集英社文庫 |
| 天国の囚人     | El Prisionero del Cielo       | 2011年 | 2014年10月 | 木村裕美 | 集英社文庫 |
| 精霊たちの迷宮 | El laberinto de los espíritus | 2016年 | 2022年8月  | 木村裕美 | 集英社文庫 |